# Seznam hobojistů

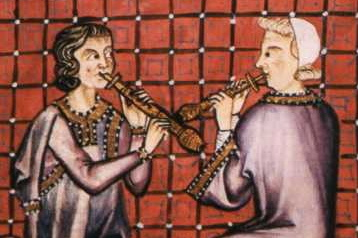
Dva hráči na hoboj musette z rukopisu Cantigas de Santa Maria, 13. století

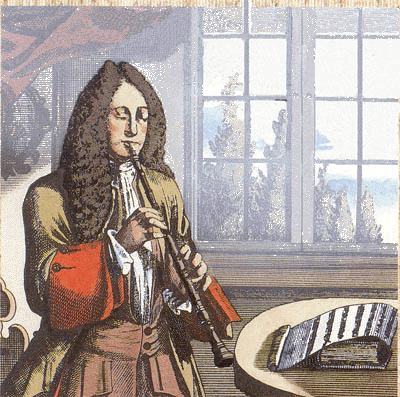
Hobojista – lept a tisk Johanna Christopha Weigela (1661–1726)

Toto je seznam hobojistů, tedy hráčů na hoboj. Většina hobojistů hraje také na nástroj ze stejné rodiny dvouplátkových dřevěných nástrojů. Jedna se ale o nástroje vyššího nebo nižšího rozsahu, než je hoboj (např. hoboje d'amore nebo anglického rohu, basového hoboje a pikolového hoboje nebo hoboje musette).
Níže je uveden seznam významných minulých a současných profesionálních hobojistů s uvedením, kdy byli/jsou známi lépe pro jiné profese ve své době. Seznam je rozdělen podle časových období, od baroka po současnost. Hobojisté v seznamu označení hvězdičkou (*) mají biografické heslo v online verzi Grove Dictionary of Music and Musicians.

## Historičtí hobojisté

### Období baroka1600–1760
- Francesco Barsanti (1690–1772), Ital * (skladatel)
- Alessandro Besozzi (1702–1773), Ital
- Antonio Besozzi (1714–1781), Ital
- Cristoforo Besozzi (1661–1725), Ital
- Giuseppe Besozzi (1686–1760), Ital
- Paolo Girolamo Besozzi (1713–1778), Ital
- Mateo Bissoli (Bisioli) (* asi 1711–1780), Ital [1]
- Esprit Philippe Chédeville (1696–1762), Francouz *
- Nicolas Chédeville (1705–1782), Francouz *
- Pierre Chédeville (1694–1725), Francouz *
- André Danican Philidor (asi 1652–1730), Francouz * (hudební knihovník)
- Anne Danican Philidor (1681–1728), Francouz
- Jean Danican Philidor (* asi 1620–1679), Francouz
- Michel Danican Philidor (1580–1651), Francouz
- Pierre Danican Philidor (1681–1731), Francouz
- John Ernest Galliard (* asi 1675–1747), Němec *
- Johann Caspar Gleditsch (1684–1747), Němec ("Bachův hobojista") [2]
- Peter Glösch (* asi 1685–1754), Němec [3]
- Jean Hotteterre (* asi 1610–1691), Francouz * (výrobce nástrojů, jeden z několika hobojistů v rodině)
- Jacques-Martin Hotteterre (1635–1712), Francouz * (výrobce nástrojů)
- Nicolas Hotteterre (1637–1694), Francouz *
- Johann Christian Jacobi (1719–1784), Němec (hobojista na Janitschově "Freitags-Akademien")
- Jean Christian Kytch (zemřel kolem 1738), Nizozemec („Händelův hobojista“)
- François La Riche (1662–po 1733), vlámský * [4]
- Jacques Loeillet (1685–1748), vlámský *
- Jean-Baptiste Loeillet (1680–1730), vlámský *
- Jacques Paisible (* asi 1656–1721), Francouz (hobojista v orchestru Roberta Camberta, který se v roce 1673 přestěhoval do Londýna)
- Joan Baptista Pla (* asi 1720–1773), španělština *
- Josep Pla (1728–1762), Španěl *
- Manuel Pla (* asi 1725–1766), Španěl *
- Giovanni Benedetto Platti (1697–1763), Ital * [5]
- Johann Christian Richter (1689–1744), Němec [4]
- Jacob Riehman (* asi 1680–1729), Nizozemec *
- Giuseppe Sammartini (1695–1750), Ital * (syn francouzského hobojisty Alexise Saint-Martina)
- Georg Philipp Telemann (1681–1767), německý skladatel (hoboj byl jedním z více než 10 nástrojů, které ovládal)
- Roberto Valentine (1674– asi 1740 ), Angličan * (skladatel) [6]

### Obdobíklasicismu1730–1820

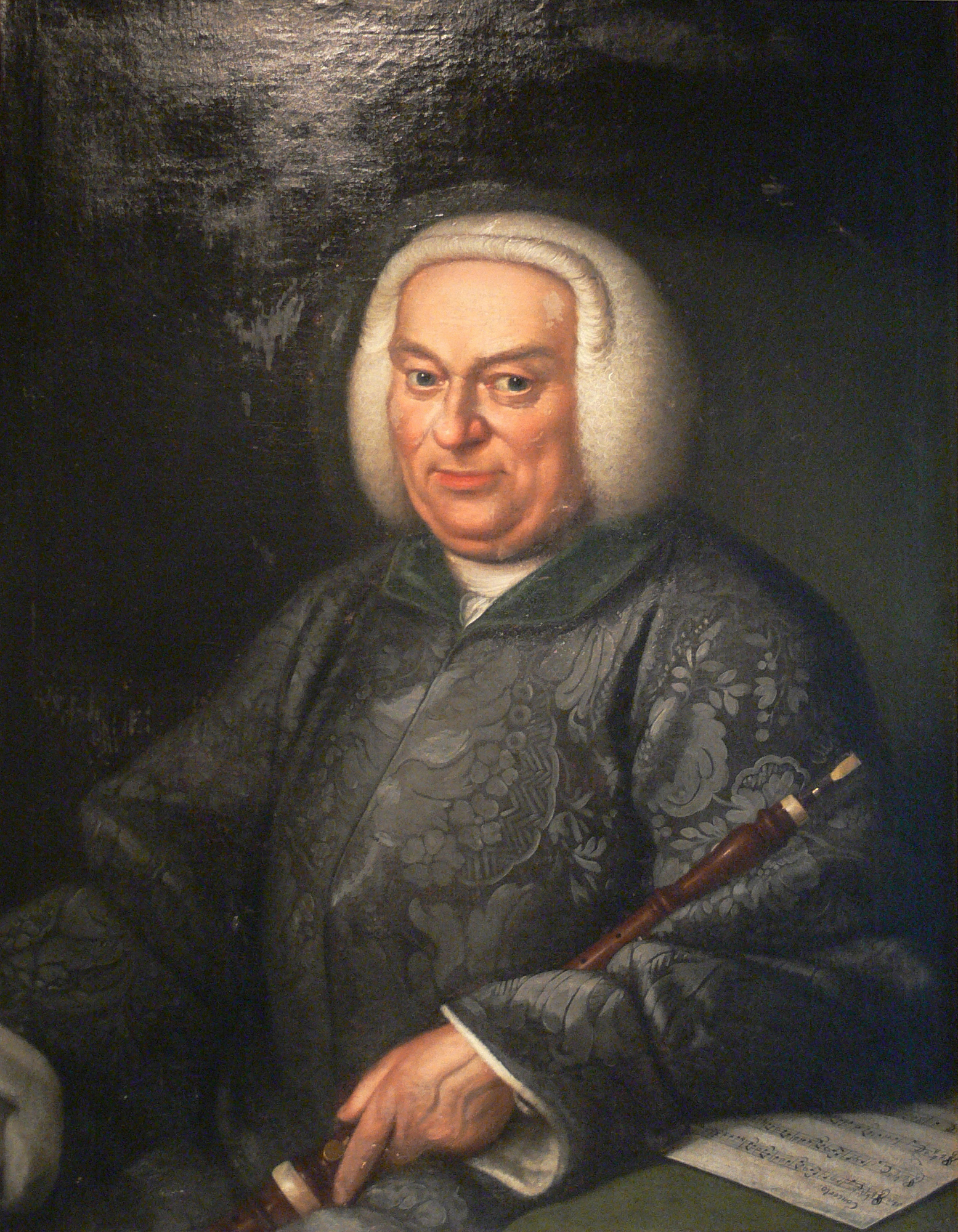
Portrét neznámého hobojisty od anonymního malíře, 1. polovina 18. století

- Sante Aguilar (asi 1734–1808), Ital[7]
- Christian Frederik Barth (1787–1861), Dán
- Christian Samuel Barth (1735–1809), Němec *
- Frederik Philip Carl August Barth (1774–1804), Dán *
- Jiří Antonín / Georg Anton / Benda (1722–1795), Čech * (skladatel)
- Carlo Besozzi (1738–1791), Ital
- Francesco Besozzi (1766–1816), Ital
- Gaetano Besozzi (1725–1794), Ital
- Girolamo Besozzi (asi 1745–1788), Ital
- Charles (Karel) Bochsa (?–1821), Francouz českého původu
- Friedrich Braun (1759–1824), Němec *
- František Josef Červenka / Franz Joseph Czerwenka (1759–1835), Čech působící v Rakousku ("Beethovenův hobojista")[8]
- Theodor Červenka (1761–1827), Čech (skladatel)
- Jiří Družecký / Georg Druschetzky (1745–1819), Čech *
- Václav Matyáš Farník (1770–1838), Čech
- Giuseppe Ferlendis (1755–1810), Ital *[9]
- Josef Fiala (1748–1816), Čech * ("Mozartův hobojista 1")
- Johann Christian Fischer (1733–1800), Němec *[10]
- Joseph François Garnier (1755–1825), Francouz *
- Michel Joseph Gebauer (1763–1812), Francouz *
- Gottlieb Graupner (1767–1836), Němec-Američan
- William Herschel (1738–1822), Němec (astronom - před rokem 1765 primárně hobojista, později pouze astronom)
- Karel Chým / Carl Khym (1770– po roce 1819), Čech *
- François Jadin (1731–1790), Francouz *
- Václav Krumpholtz (1750–1817), Čech (též houslista a skladatel), bratr harfenisty Jana Křtitele Krumpholtze
- Ludwig August Lebrun (1746–1790), Němec *
- Ignaz Malzat (1757–1804), Rakušan (zřejmě autor "Haydnova" koncertu pro hoboj) *
- Domenico Mancinelli (asi 1723–1804), Ital *
- Carl Ludwig Matthes (1751–?), Němec
- Giovanni Palestrini, Ital
- John Parke (1745–1829), Angličan *
- William Thomas Parke (1762–1847), Angličan *
- Giuseppe Prota (1737–1807), Ital *
- Friedrich Ramm (1744–1813), Němec ("Mozartův hobojista 2")[7]
- Antonín Rejcha (1770–1836), Čech (též, skladatel a teoretik, profesor Pařížské konzervatoře)
- François Alexandre Antoine Sallantin (1755– asi 1830), Francouz *
- Johann Friedrich Schröter (1724–1811), Němec *
- František Stadler / Franz Stadler (1760– 1825), Čech
- Charles J. Suck (asi 1760– asi 1808), Angličan *
- Jan Šťastný († 1788), Čech
- Filip Matyáš Tajmar / Philipp Teimer (1767–1817), Čech (anglický roh)[11]
- Jiří / Georg Triebensee (1746–1813), Čech *
- Josef Triebensee (1772–1846), Čech * (skladatel)
- Jan Nepomuk Vent (1745–1801), Čech *
- Thomas Vincent (1720–1783), Angličan *

### Období romantismu 1815–1910

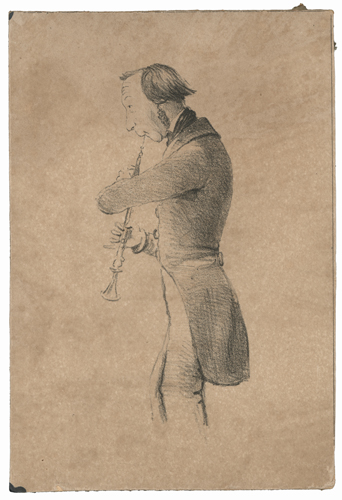
Johann Friedrich Dithe (1810–1891), hobojista Orchestru Gewandhausu, kresba C. Reimers

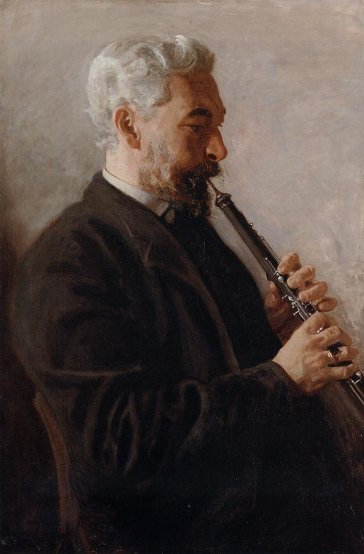
Hobojista (Benjamin Sharp) Thomas Eakins, 1903

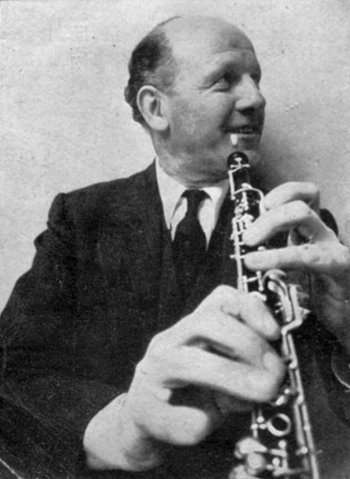
Leon Goosens

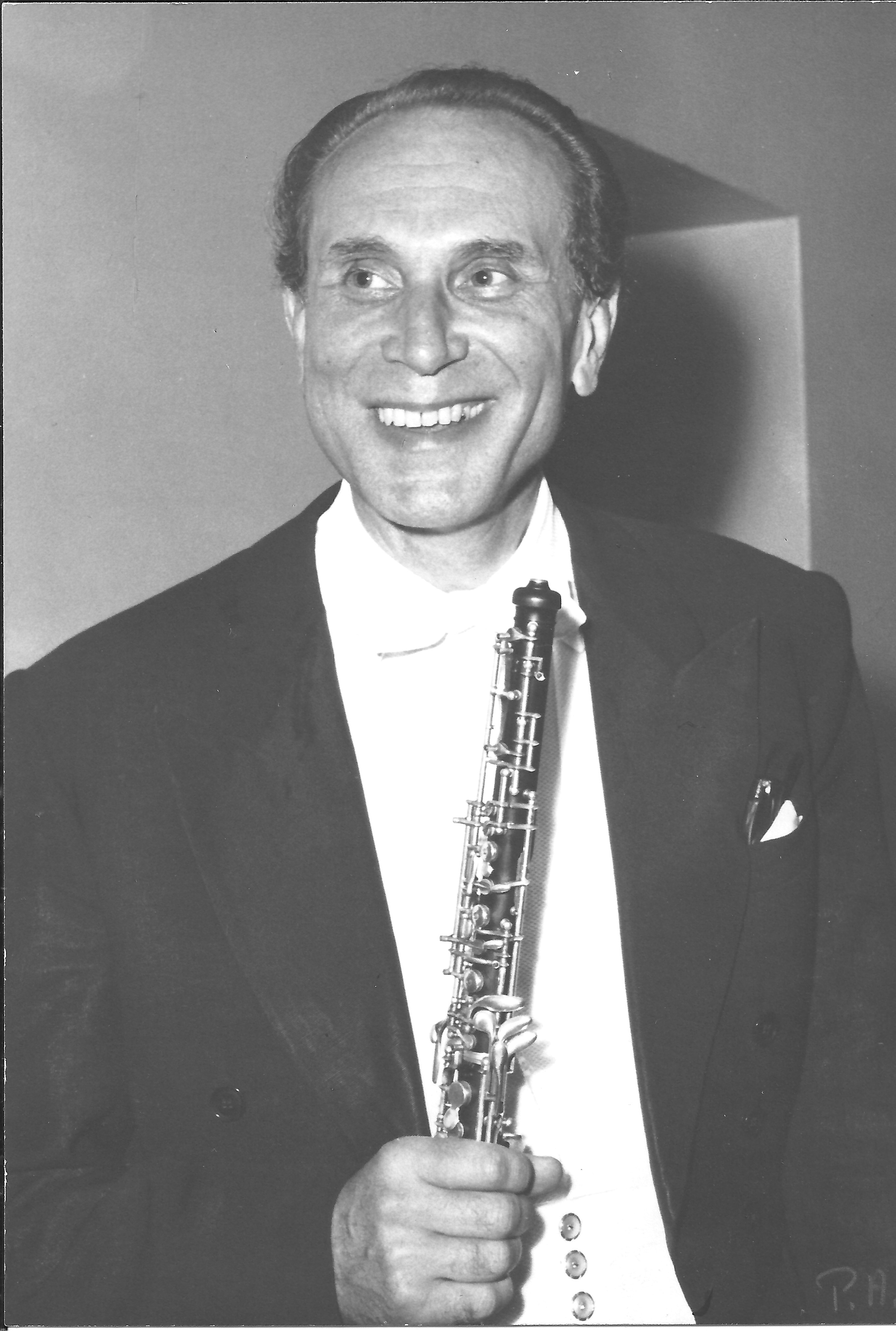
Haakon Stotijn, 1961

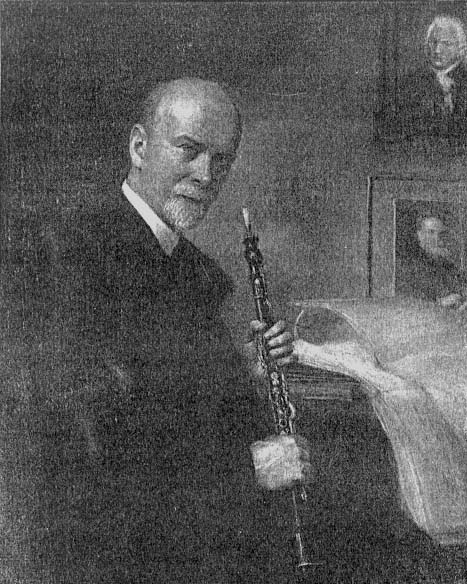
Alexander Wunderer

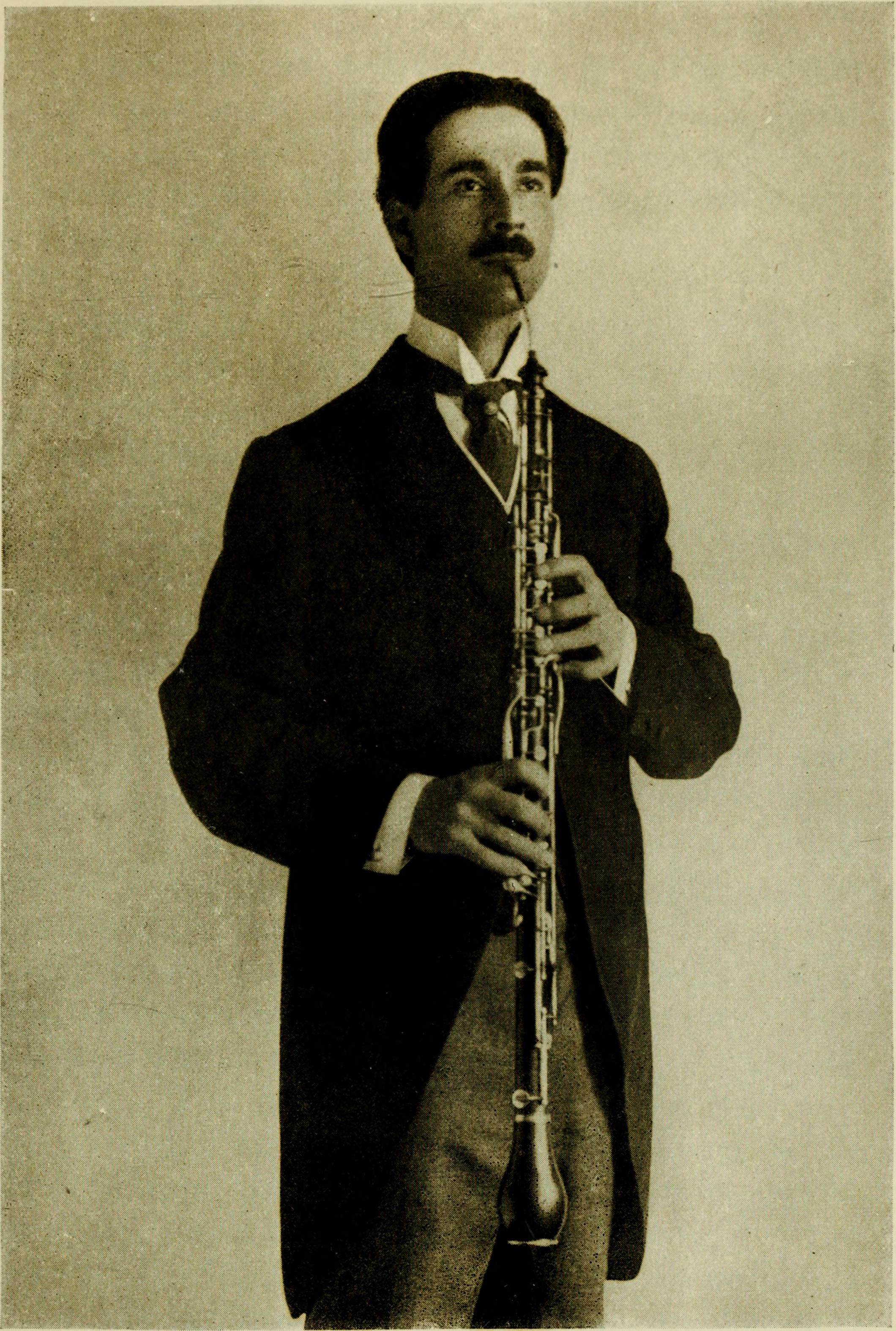
Attilio Bianco, anglický roh, 1917

- Apollon Barret (1804–1879), Francouz * [12]
- Christian Frederik Barth (1787–1861), Dán *
- Richard Baumgärtel (1858–1941), Němec [13]
- Félix-Charles Berthélemy (1829–1868), Francouz [14]
- Carl A. P. Braun (1788–1835), Němec *
- Wilhelm Braun (1796–1867), Němec *
- Henri Brod (1799–1839), Francouz * [15]
- Baldassare Centroni (* asi 1784–1860), Ital („Rossiniho hobojista“) [16]
- Charles Colin (1832–1881), Francouz [17]
- Franz Wilhelm Ferling (1796–1874), Němec
- Willi Gerlach (1909–1971), Němec [18]
- Georges Gillet (1854–1920), Francouz * [19]
- Joseph Gungl (1810–1889), Maďar * (dirigent)
- Johann Peter Heuschkel (1773–1853), Němec
- Karl Ludwig Hoschna (1776–1911), Američan českého původu (skladatel)
- Ernst Krähmer (1795–1857), Němec *
- Olivo Krause (1857–1927), Dán
- Desiré Alfred Lalande (1866–1904), Francouz *
- Antoine Joseph Lavigne (1816–1886), Francouz [20]
- Jan /Johann/ Ludwig / Ludvík (1832–1875), Čech
- Johann Heinrich Luft (1813–1877), Němec [21]
- William Malsch (1855–1924), Angličan *
- Giovanni Paggi (1806–1887), Ital *
- Antonio Pasculli (1842–1924), Ital * („Paganini na hoboj“)
- Charles Reynolds (1843–1916), Angličan [22]
- Friedrich Ruthardt (1800–1862), Němec
- Adolf Rzepko (1825–1892), Polák *
- Joseph Sellner (1787–1843), Rakušan [23]
- Franz Wenzel Schidlik (1814–1900), český Němec
- Pedro Soler (1810–1850), Španěl [24]
- Friedrich-Eugen Thurner (1785–1827), Němec [25]
- Charles Triébert (1810–1867), Francouz *
- Frédéric Triébert (1813–1878), Francouz * (výrobce nástrojů) [26]
- Raoul Triébert (1845 – asi 1894 ), Francouz *
- Stanislas Verroust (1814–1863), Francouz [27]
- Gustave Vogt (1781–1870), Francouz *
- Friedrich Westenholz (1778–1840), Němec
- Carlo Yvon (1798–1854), Ital [28]

## Hobojisté 20. století

### A-L
- Albert J. Andraud (1884–1975), Američan francouzského původu [29]
- Rhadames Angelucci (1915–1991), Američan [30]
- Alfred Barthel (1871–1957), Francouz [31]
- Evelyn Barbirolli (roz. Evelyn Rothwellová), (1911–2008), Angličan * [32]
- Louis Bas (1863–1944), Francouz [33]
- Etienne Baudo (1903–2001), Francouz [34]
- Jaromír Bažant (1926–2009), Čech (též klavírista a skladatel)
- Louis Bleuzet (1871–1941), Francouz
- Robert Bloom (1908–1994), Američan * [35]
- Joy Boughton (1913–1963), Angličan [36]
- Maurice Bourgue (1939–2023), Francouz
- Leonard Brain (1915–1975), Angličan *
- Henri de Busscher (1880–1975), Belgičan * [37]
- Natalie Caineová (1909–2008), Angličanka
- Jacques Chambon (1932–1984), Francouz
- Janet Craxtonová (1929–1981), Angličanka * [38] (sestra malíře Johna Craxtona )
- William Criss (1921–1984), Američan [39]
- John de Lancie (1921–2002), Američan *
- Albert Debondue (1895–1984), Francouz [40]
- Stanislav Duchoň (1927–2020), Čech
- Antonio Estévez (1916–1988), Venezuelan * (skladatel)
- Alvin Etler (1913–1973), Američan * (skladatel)
- Svend Christian Felumb (1898–1972), Dán [41]
- Peter Fischer (1924–2004), Němec [42]
- Fritz Flemming (* 1872 nebo 1873–1947), Němec [43]
- Réal Gagnier (1905–1984), Kanaďan
- Bert Gassman (1911–2004), Američan [44]
- Fernand Gillet (1882–1980), Francouz [45]
- Ruth Gippsová (1921–1999), Britka (skladatelka)
- Albert Goltzer (1918–2007), Američan [46] [47]
- Harold Gomberg (1916–1985), Američan *
- Ralph Gomberg (1921–2006), Američan *
- Leon Goossens (1897–1988), Angličan *
- Peter Graeme (1921–2012), Angličan
- Percy Grainger (1882–1961), australský Američan
- František Hanták (1910–1990), Čech *
- Earnest Harrison (1918–2005), Američan [48]
- Hans Kamesch (1901–1975), Rakušan [49]
- Rudolf Kempe (1910–1976), Němec * (dirigent)
- František Kimel, Čech
- Adolf Kubát (1899–1980), Čech, syn Hynka Kubáta
- Hynek Kubát (1871–1948), Čech
- Bruno Labate (1883–1968), Ital [50]
- Roland Lamorlette (1894–1960), Francouz [40]
- Alfred Läubin (1906–1976), Američan (výrobce nástrojů)
- Marc Lifschey (1926–2000), Američan [51]
- Georges Longy (1868–1930), Francouz * [52]

### M-Z
- Terence MacDonagh (1908–1986), Brit [53]
- Arno Mariotti (1911–1993), Američan německého původu [54]
- Josef Marx (1913–1978), Němec-Američan * [55]
- Robert Mayer (1910–1994), Američan [56]
- Karl Mayrhofer (1927–1976), Rakušan [57]
- Vojta Mádlo (1872–1951), Čech
- Mitch Miller (1911–2010), Američan (sbormistr, zvukový režisér)
- Myrtile Morel (1889–1979), Francouz [58]
- Florian Mueller (1904–1983), Američan [59]
- Pierre Pierlot (1921–2007), Francouz [60]
- Giuseppe Prestini (1877–1930), Ital [61]
- David Reichenberg (1950–1987), Američan * (také uveden pod dobovými instrumentalisty níže)
- A. Clyde Roller (1914–2005), Američan
- Marcel Saillet (1898–1983), Švýcar [62]
- Jürg Schaeftlein (1929–1986), Rakušan * [63]
- Riccardo Scozzi (1878–1955), Ital [61]
- Edgar Shann (1919–1984), Švýcar [64]
- Harry Shulman (1916–1971), Američan [65]
- Jerry Sirucek (1922–1996), Američan [66]
- Ladislav Skuhrovský (1879–1967), Čech
- Koen van Slogteren(nl) (1922–1995), Nizozemec [67]
- Václav Smetáček (1906–1986), Čech * (dirigent)
- Robert Sprenkle (1914–1988), Američan [68]
- Warren Stannard (1923–1995), Američan [69] [70]
- William Grant Still (1895–1978), Američan * (skladatel)
- Haakon Stotijn(nl) (1915–1964), Nizozemec *
- Jaap Stotijn (1891–1970), Nizozemec *
- František Suchý (Brněnský) (1902–1977), Čech *
- Sidney Sutcliffe (1918–2001), Skot [71]
- Seizo Suzuki (1922–2008), Japonec [72]
- Marcel Tabuteau (1887–1966), Francouz/Američan *
- Jiří Tancibudek (1921–2004), Čech-Australan [73]
- František Xaver Thuri (1939–2019), Čech
- Giuseppe Tomassini (1915–1987), Ital [74]
- Jindřich Vacek (1889–1946), Čech
- Pavel Verner (1934–2021), Čech
- Matěj Wagner (1876–1970), Čech
- Lois Wannová (1912–1999), Američan [75]
- Alexander Wunderer (1877–1955), Rakušan [76]

## Současní klasičtí hobojisté

### A–B
- Janice Applegate (* 1948), Američanka
- Max Artved (* 1965), Dán [77]
- Theodore Baskin (* 1950), Američan
- Perry Bauman (1918–2004), kanadský Američan [78]
- William Bennett (1956–2013), Američan [79]
- Melvin Berman (1929–2008), americký Kanaďan
- León Biriotti (1929–2020), Uruguayec *
- Neil Black (1932–2016), Angličan
- Peter Bowman, Američan [80]
- Douglas Boyd (* 1960), Skot [81]
- Peter Bree (* 1949), Nizozemec [82]
- Riccardo Bricchi (* 1959), Ital [83] [84] [85]
- Jana Brožková, Češka

### C–E
- Germán Cáceres (* 1954), Salvadorec * (skladatel)
- George Caird (* cca 1950), Angličan [86]

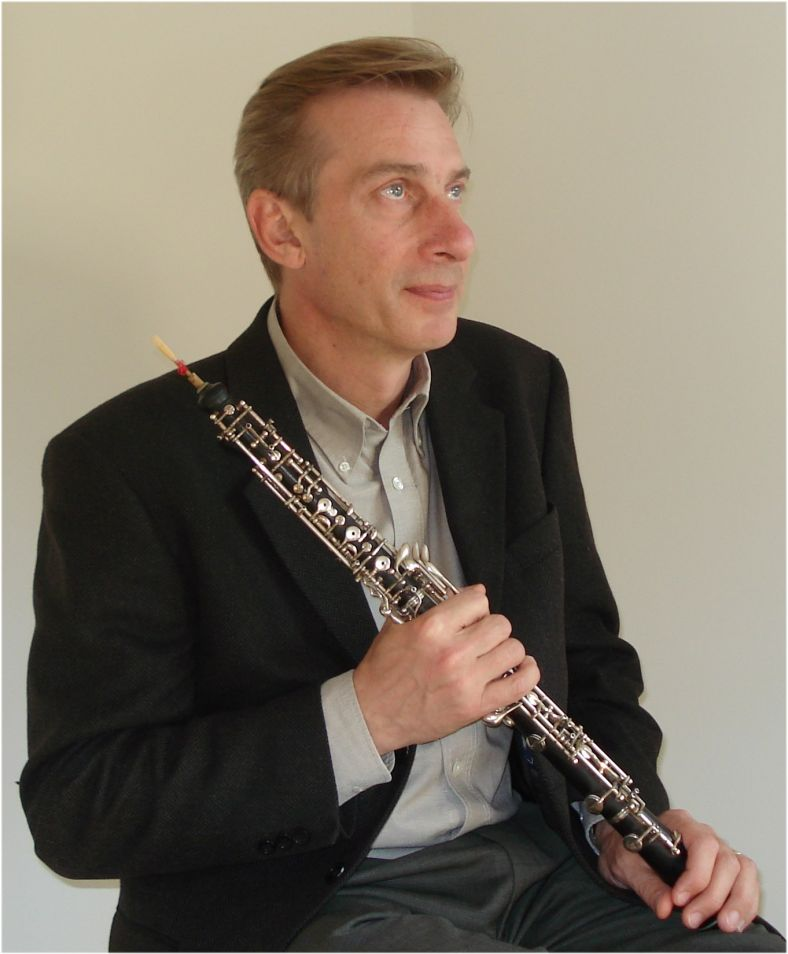
Niels Eje, 2009

- Anthony Camden (1938–2006), Angličan [87]
- Roy Carter (* 1949), Angličan
- Joseph Celli (* 1944), Američan *
- Nicholas Daniel (* 1962), Angličan
- Clara Dentová (* 1973), Němka (dcera Simona Denta) [88]
- Nick Deutsch(de) (* 1972), australský [89]
- Paolo Di Cioccio (* 1963), Ital
- Jonathan Dlouhy, Američan [90]
- Diana Dohertyová (* 1966), Australanka
- Elaine Douvasová (* 1952), Američanka
- Stuart Edward Dunkel, Američan
- Niels Eje (* 1954), Dán [91]
- Majid Entezami (* 1947), Íránec

### F–H
- John Ferrillo, Američan [92]
- Sarah Francisová (* 1938), Angličanka *
- Thomas Gallant, Američan
- Alfred Genovese (1931–2011), Američan
- Ariana Ghezová (* 1979), Američanka [93]
- Burkhard Glaetzner (* 1943), Němec [94]
- Wynne Godley (1926–2010), Angličan (ekonom)
- Henrik Chaim Goldschmidt (* 1959), Dán [95]
- Ingo Goritzki (* 1939), Němec [96]
- Charles Hamann (* 1971), kanadský Američan [97]
- Nicola Hands (* 1987), britsko-Francouz [98]
- Christoph Hartmann (* 1965), Němec [99]
- Jared Hauser (* 1971), Američan
- Werner Herbers (1940–2023), Nizozemec [100] [101]
- Brynjar Hoff (* 1940), Nor
- Heinz Holliger (* 1939), Švýcar *
- Bernd Holz (* 1955), Němec [102] [103] [104]
- Christian Hommel (* 1963), Němec [105]
- Gordon Hunt (* 1950), Angličan [106]

### I–L
- Thomas Indermühle (* 1951), Swiss[107][108]
- Eugene Izotov (* 1973), Russian-Američan
- Florin Ionoaia (* 1956), Romanian
- Jean-Claude Jaboulay, Francouz[109]
- Helen Jahrenová (* 1959), Švédka[110]
- Kamil Džalilov (1938–2022), Ázerbájdžánec
- Arthur Jensen (1925–2018), Američan[111]
- Giorgi Kalandarišvili (* 1983) Gruzínec-Němec. Münsterští symfonikové, Hudební univerzita v Münstere ("Musikhochschule Münster")
- Michael Kamen (1948–2003), Američan (skladatel filmové hudby)
- Melvin Kaplan (* 1929), Američan
- Jonathan Kelly (* 1969), Brit
- Dimitris Kitsos (* 1971), Řek[112]
- Alex Klein (* 1964), Brazilec
- Elizabeth Kochová (* 1986), Američanka
- Lothar Koch (1935–2003), Němec *
- Jan Kolář (* 1960), Čech
- Viktor Kozánek (* 1946), Čech
- Gabriela Krčková (* 1954), Češka, manželka Jaroslava Krčka (Musica Bohemica)
- Kalev Kuljus(de) (* asi 1975), Estonec[113]
- Yeon-Hee Kwak (* asi 1969), Korejec[114]
- François Leleux (* 1971), Francouz
- Lajos Lencsés (* 1943), Maďar [115]
- Jay Light (* 40. léta 20. století), Američan
- Jurij Likin (* 1967), Čech běloruského původu
- Michael Lisicky (* 1964), Američan

### M–Q
- John Mack (1927–2006), Američan

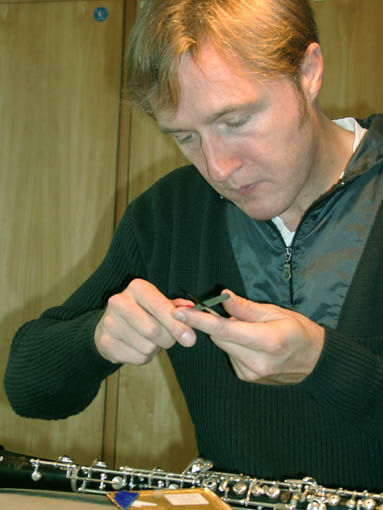
Albrecht Mayer vyrábí plátek

- Charles Mackerras (1925–2010), Brit-Australan-Američan (dirigent, znalec české hudby) *
- Jean-Claude Malgoire (1940–2018), Francouz
- Joel Marangella (* 1940), Američan
- Eldevina Materula (* 1982), Mosambičanka
- Albrecht Mayer (* 1965), Němec
- Malcolm Messiter, Angličan
- Jiří Mihule (* 1937), Čech
- Fumijaki Mijamoto (* 1949), Japonec
- Lucas Macías Navarro (* 1978), Španěl
- Katherine Needlemanová (* 1978), Američanka
- Alexej Ogrinčuk (* 1978), Rus-Nizezemec [116] [117]
- Christopher O'Neal (* 1953), Brit [118]
- Pauline Oostenrijková (* 1967), Nizozemka [119]
- Karel Paukert (* 1935), Čech žijící v USA
- Ivan Podjomov, (* 1986), Rus
- Ivan Pušečnikov (1918–2010), Rus [120]

### R–S

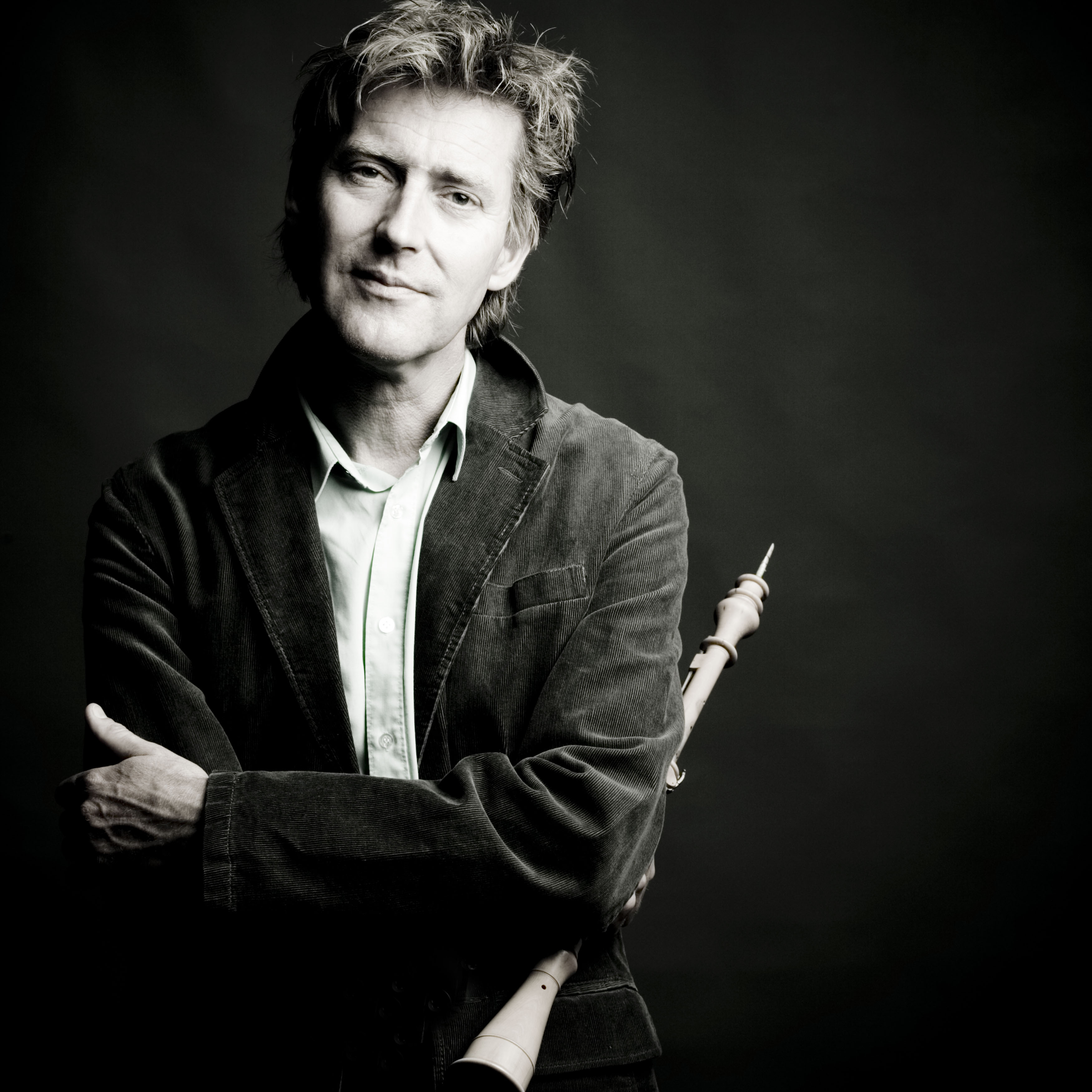
Bart Schneemann

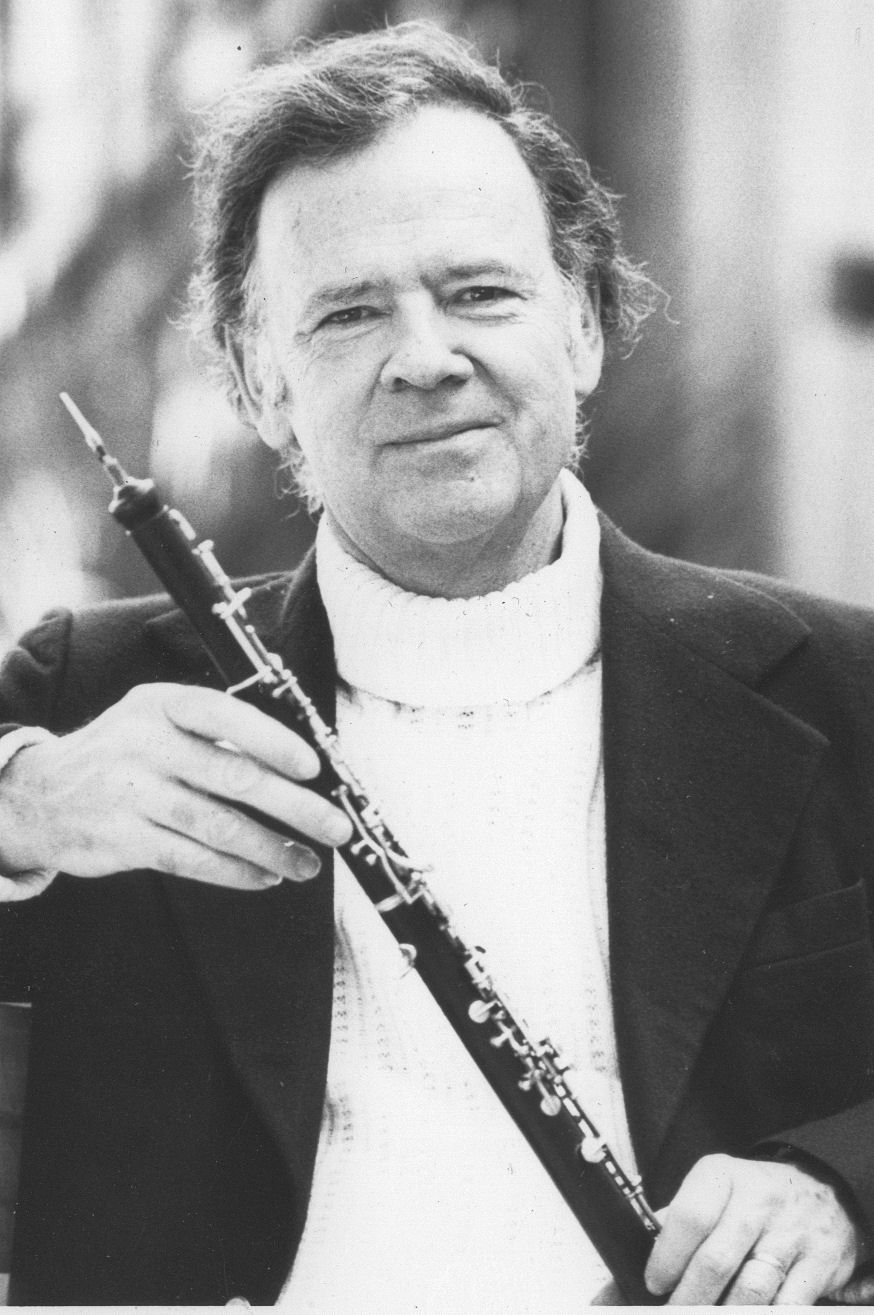
Ray Still, 80. léta

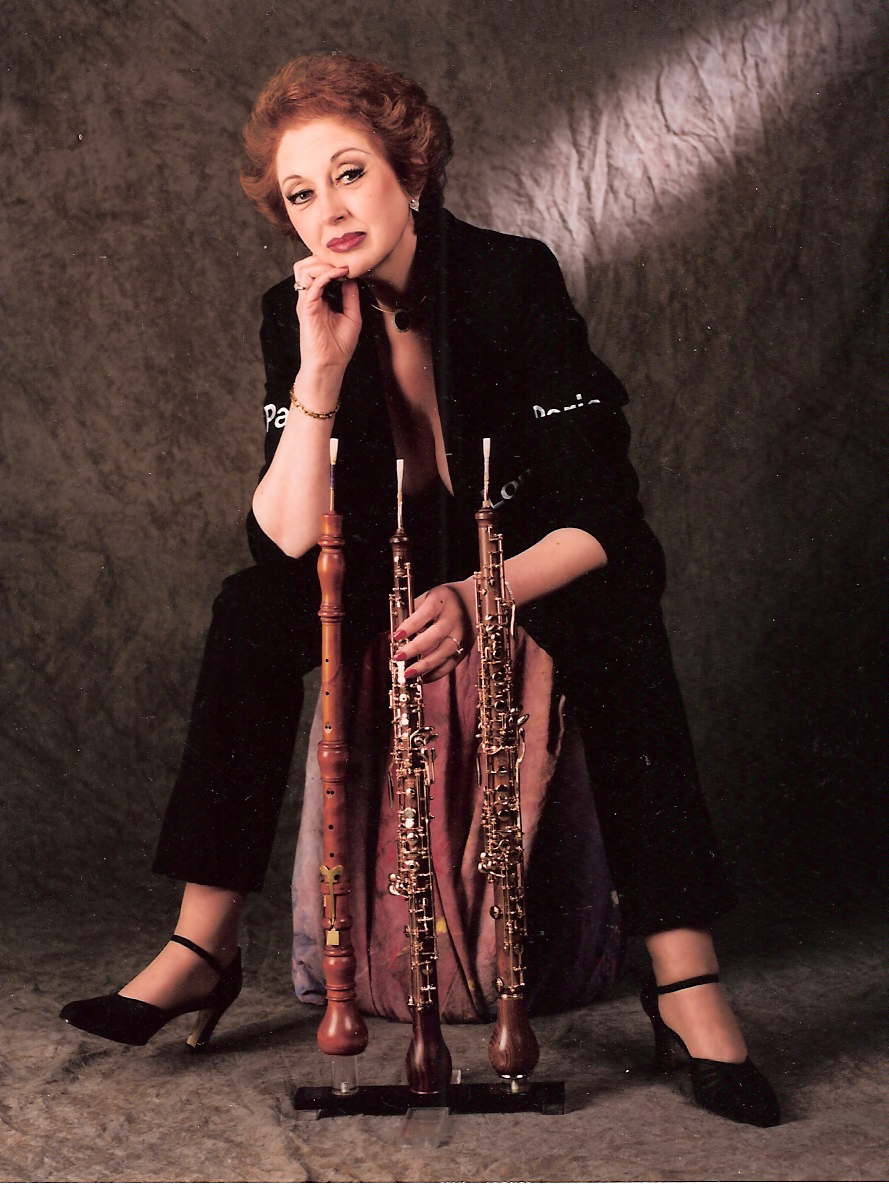
Jennifer Paullová se třemi hoboji d'amore

- Wayne Rapier (1930–2005), Američan [121]
- Elizabeth Raumová (* 1945), Kanaďanka * [122]
- Sally Sarah Johnston Reid (* 1948), Američan *
- Juozas Rimas (* 1942), Litevec
- Roger Roe (* 1968), Američan, asistent hlavního hobojisty / hráč na anglický roh (Indianapolis Symphony Orchestra)
- Carlo Romano (* 1954), Ital [123]
- Joseph Robinson (* 1940), Američan *
- Pierre Rolland (1931–2011), Kanaďan
- Ronald Roseman (1933–2000), Američan [124]
- Edwin Roxburgh (* 1937), Angličan *
- Telena Ruth (* 1957), Australanka [125]
- Graham Salter, Angličan [126]
- Ivan Séquardt, Čech
- Liběna Séquardtová (* 1960), Češka
- Hansjorg Schellenberger (* 1948), Němec [127]
- Bernard Schenkel (* 1941), Švýcar [128]
- Bart Schneemann (* 1954), Nizozemec
- Stefan Schilli (* 1970), Němec [129]
- Martin Schuring, Američan [130]
- Jonathan Small (* 1956), Angličan [131]
- Peter Smith, Američan
- Jan Spronk (* asi 1940), Nizozemec [132]
- Eva Steinaa (* 1993), Dánka [133]
- Ray Still (1920–2014), Američan
- Cynthia Steljes (1960–2006), Kanaďanka [134]
- Daniel Stolper (1935–2020), Američan
- Laila Storchová (1921–2022), Američan [135] [136]
- Linda Strommenová (* 1957), Američanka

### T–Z
- Blair Tindall (* 1960), Američan
- Jacques Tys, Francouz [137]
- Alexej Utkin (* 1957), ruský [138]
- Piet Van Bosckstal (* 1963), Belgičan [139]
- Marlen Vavříková (* 1976), Češka (manželka houslisty Vítězslava Černocha)
- Vilém Veverka, (* 1978), Čech
- Allan Vogel (* 1944), Američan
- Han de Vries (* 1941), Nizozemec * [140]
- Edo de Waart (* 1941), Nizozemec * (dirigent)
- David Walter (* 1958), Francouz [141]
- Liang Wang (* 1980) Číňan
- Mark Weiger (1959–2008), Američan [142]
- Judith Weir (* 1954), Skot (skladatel) *
- Helmut Winschermann (1920–2021), Němec (dirigent) [143]
- Richard Woodhams (* 1949), Američan
- Renato Zanfini, Ital [144]
- Pavel Zemek-Novák (* 1957)
- Omar Zoboli (* 1953), Ital [145]